# Лаурат міді(ІІ).
Лаурат міді(II) — металоорганічна сполука з хімічною формулою Cu(C
11H
23COO)
2. Класифікують як металеве мило, тобто металеве похідне жирної кислоти.

## Синтез
Лаурат міді(ІІ) можна отримати реакцією лаурату натрію і сульфату міді у водному розчині за температури 50-55 °C[джерело?].

## Фізичні властивості
Лаурат міді(ІІ) утворює світло-блакитні кристали[джерело?].
Не розчиняється у воді[джерело?].